# Мельник, Владимир Сергеевич
Мельник Владимир Сергеевич (род. 30 августа 1957, Браилов, Винницкая область) — украинский государственный деятель, директор совхоза имени Тараса Шевченко Криворожского района, председатель Криворожской районной государственной администрации и Криворожского районного совета Днепропетровской области. Народный депутат Украины 2-го созыва.

## Биография
Родился 30 августа 1957 года в селе Браилов Жмеринского района Винницкой области.
В 1972 году поступил и в 1976 году окончил Днепропетровский техникум железнодорожного транспорта. Работал электрослесарем Центральных электромеханических мастерских в Селидово Донецкой области.
В 1977—1979 годах — служба в Советской армии.
С 1979 года работал водителем совхоза имени Тараса Шевченко Криворожского района Днепропетровской области.
Окончил Днепропетровский сельскохозяйственный институт, получив квалификацию агронома.
После окончания института — руководитель участка, главный агроном, с 1988 года — директор совхоза имени Тараса Шевченко Криворожского района Днепропетровской области. Член КПСС.
Народный депутат Украины 2-го созыва с апреля 1994 (2-й тур) до апреля 1998 года, Ингулецкий избирательный округ № 89, Днепропетровская область. Член Комитета по законности и правопорядку. Член депутатской группы «Единство», затем — депутатской группы «Возрождение и развитие агропромышленного комплекса Украины».
В апреле 2001 — 20 января 2005 года — председатель Криворожской районной государственной администрации Днепропетровской области. В 2005—2015 годах — председатель Криворожского районного совета Днепропетровской области.
Окончил заочно Национальную юридическую академию имени Ярослава Мудрого. Член Партии регионов.

## Награды
- Почётная грамота Кабинета министров Украины (сентябрь 2004);
- Заслуженный работник сельского хозяйства Украины (20 января 2006)[2];
- Орден Данилы Галицкого (декабрь 2009)[3].